# Theo Schwarzmüller
Theo Schwarzmüller (* 20. November 1961 in Annweiler am Trifels) ist ein deutscher Historiker.
Er hat Biographien über Otto von Bismarck, August von Mackensen und Albert Finck geschrieben. Daneben gab er die regionalgeschichtlichen Werke Die Pfalz im 20. Jahrhundert und Die Pfalz. Eine historische Fotoreise heraus. Seine Bücher haben bereits eine Auflage von 85000 Exemplaren erzielt. Schwarzmüller hat in Mannheim studiert, war als Redakteur für die lokale Tageszeitung Die Rheinpfalz tätig und leitete von 2002 bis 2012 das Institut für pfälzische Geschichte und Volkskunde und die Pfalzbibliothek in Kaiserslautern.
Seit 2012 ist Schwarzmüller als „freier Historiker“ tätig.